# توماسو موروسینی
توماسو موروسینی (انگلیسی: Tommaso Morosini؛ زادهٔ ۸ اکتبر ۱۹۹۱) بازیکن فوتبال اهل ایتالیا است.
از باشگاه‌هایی که در آن بازی کرده‌است می‌توان به باشگاه فوتبال آسکولی اشاره کرد.